# محوطه بندلی
محوطه بندلی مربوط به سدهٔ ۶ و ۸ ه‍.ق است و در شهرستان خوی، بخش چایپاره، روستای بندلی به قره آغاج واقع شده و این اثر در تاریخ ۱۴ مرداد ۱۳۸۲ با شمارهٔ ثبت ۹۴۱۹ به‌عنوان یکی از آثار ملی ایران به ثبت رسیده است.